# Sant Corneli i Sant Cebrià de Lleret
Sant Corneli i Sant Cebrià de Lleret és l'església parroquial del poble de Lleret, en el terme municipal de Lladorre, a la comarca del Pallars Sobirà. Està situada al centre del petit nucli de població de LLeret. És una església petita, molt senzilla, en la qual destaca el típic campanar d'alta muntanya, com a altres esglésies dels entorns.
Església molt senzilla d'una nau orientada a l'est i campanar característic de la vall, de torre quadrada amb les arestes bisellades i coberta piramidal. A la façana lateral sud hi ha el cementiri.